# Phyllopetalia excrescens
Phyllopetalia excrescens – gatunek ważki z rodziny Austropetaliidae. Występuje na południowym zachodzie Ameryki Południowej – jest endemitem środkowej części Chile.